# Hemmen-Dodewaard vasútállomás
Hemmen-Dodewaard vasútállomás vasútállomás Hollandiában, Neder-Betuwe községben, Dodewaard településen.

## Vasútvonalak
Az állomást az alábbi vasútvonalak érintik:
- Elst-Dordrecht-vasútvonal

## Kapcsolódó állomások
A vasútállomáshoz az alábbi állomások vannak a legközelebb:
- Opheusden vasútállomás
- Zetten-Andelst vasútállomás